# Constructie met passer en liniaal

Constructie van een vierkant.

Constructie van een regelmatige vijfhoek.

Constructie van een regelmatige zeshoek.

Een constructie met passer en liniaal is het construeren van een bepaalde figuur, lengte, hoek of punt in het euclidische vlak met alleen een passer en liniaal.
Constructies die niet met deze middelen konden worden uitgevoerd werden door de Grieken uit de klassieke oudheid, en in hun navolging tot in de twintigste eeuw, niet als bevredigend ervaren. De constructies zijn in zekere zin opnieuw actueel geworden door het gebruik van dynamische meetkundesoftware, waarin dergelijke constructies kunnen worden uitgevoerd.
Voorbeelden van constructies met passer en liniaal zijn:
- het midden bepalen tussen twee punten
- het tekenen van een bissectrice
- het tekenen van bepaalde regelmatige veelhoeken

## De werktuigen
De meetkundige beperkingen die door de oude Grieken aan het gebruik van de passer en liniaal stelden grijpen terug naar de Elementen van Euclides:
- De liniaal heeft geen markeringen, is onbeperkt lang en kan gebruikt worden om een lijn te trekken door twee gegeven punten.
- De passer kan gebruikt worden om een cirkel te tekenen met een gegeven middelpunt door een gegeven ander punt, de benen kunnen dus onbeperkt ver van elkaar liggen. Na het tekenen van de cirkel worden de benen weer samengeduwd, het is dus niet de bedoeling om de passer te gebruiken om lengtes over te brengen.

Een oplossing moet exact zijn, benaderingsconstructies gelden niet als oplossing. Daarom moet een goede constructie altijd gepaard gaan met een analyse.
Met deze werktuigen zijn de volgende bewerkingen met gegeven getallen op een getallenlijn, dus met gegeven eenheid, mogelijk:
- optellen
- vermenigvuldigen
- omgekeerde nemen en daarmee delen
- worteltrekken

De beperking dat een passer niet gebruikt mag worden om lengtes over te brengen is trouwens betekenisloos, dit kan met een constructie toch gedaan worden.

## De drie problemen uit de klassieke Griekse meetkunde
De Grieken slaagden er niet in de volgende problemen met constructies op te lossen:
- Driedeling van de hoek
- Verdubbeling van de kubus
- Kwadratuur van de cirkel

Het lukte hun ook niet om bepaalde regelmatige veelhoeken te construeren, zoals de regelmatige zevenhoek en de regelmatige negenhoek.
Carl Friedrich Gauss bewees in 1796 in zijn Disquisitiones arithmeticae dat regelmatige veelhoeken construeerbaar zijn met passer en liniaal als het aantal hoeken het product is van een macht van 2 en een aantal verschillende Fermat-priemgetallen. De Franse wiskundige Pierre Wantzel bewees in 1837 vervolgens dat dit de enige construeerbare regelmatige veelhoeken zijn en toonde aan dat de driedeling van de hoek en de verdubbeling van de kubus onmogelijk zijn. De onmogelijkheid van de kwadratuur van de cirkel volgde in 1882 toen Ferdinand von Lindemann bewees dat pi een transcendent getal is.
De resultaten van Gauss en Wantzel leidden tot de stelling van Gauss-Wantzel:
Een regelmatige {\displaystyle n}-hoek kan met passer en ongemerkte liniaal worden geconstrueerd desda
{\displaystyle n} is het product van een macht van {\displaystyle 2} en van een aantal, geen mag ook, verschillende Fermat-priemgetallen. 
In formule: voor gehele {\displaystyle k\geq 0,\ m\geq 0}: {\displaystyle n={{2}^{k}}\cdot {{p}_{1}}\cdot {{p}_{2}}\cdot ...\cdot {{p}_{m}}} als {\displaystyle k=0}, dan {\displaystyle m>0}
Ondanks de overtuigende wiskundige bewijzen blijven er mensen zoeken naar constructies voor de klassieke Griekse problemen.
Overigens is door verruiming van de eisen, bijvoorbeeld door het toestaan van neusis, een aantal van de anders onmogelijke constructies wel uit te voeren. Er zijn met origami meer mogelijkheden dan met de klassieke constructies. Het driedelen van de hoek en verdubbeling van de kubus zijn daarbij wel mogelijk.

## Beperktere middelen
De stelling van Mohr-Mascheroni laat zien dat alle constructies van punten met passer en liniaal ook gedaan kunnen worden met passer alleen. Met liniaal alleen kunnen niet alle constructies worden gedaan, maar de stelling van Poncelet-Steiner toont aan dat het voldoende is als één cirkel met een middelpunt is getekend.